# Józef Kosacki
Pour les articles homonymes, voir Kosacki.
Józef Stanisław Kosacki (1909–1990) est un ingénieur et inventeur polonais, officier de l'armée polonaise durant la Seconde Guerre mondiale. Il est connu pour être l'inventeur d'un détecteur de métaux portatif : le détecteur de mine polonais, qui a été depuis lors en dotation dans de nombreuses armées, principalement pour le déminage.

## Biographie
Kosacki se réfugie en Grande-Bretagne en 1939. Durant l'hiver 1941/1942, il développe le détecteur de mines polonais Mark I, suivi du Mark II et du Mark III.